# Mangeløv (Thelypteris)
Mangeløv-slægten (Thelypteris) er en slægt af bregner i Dunbregne-familien. Til slægten henreges op til 875 arter, hvoraf de fleste er tropiske – men der er også mange fra tempererede områder. De enkelte arter kan være svære at skelne fra hinanden, og den i Skandinavien forekommende ene art ligner da også mange af vore andre bregner.
De fleste arter vokser på jorden, men nogle vokser på klipper og sten.
Bladsstilkene kan have spredte skæl, men er ellers glatte. Der er 2 karstrenge nederst på bladstilken. Bladene er dobbelt par-fligede, ofte med lidt afstand mellem bladene. Bladene er ofte lidt uregelmæssigt formede og usymmetriske.
Sporehusgrupperne er næsten altid runde og sidder som ved mange andre bregner nær ved bladkanten.
| Arter i Danmark |

- Kærmangeløv (Thelypteris palustris)
- Bjergmangeløv (Thelypteris quelpaertensis) (syn. T. limbosperma, T. oreopteris, Oreopteris limbosperma)

| Portal | Portal:Botanik |

| Botanik | Spire Denne botanikartikel er en spire som bør udbygges. Du er velkommen til at hjælpe Wikipedia ved at udvide den. |